# Europamästerskapet i handboll för damer 2008
Europamästerskapet i handboll för damer 2008 spelades i Ohrid och Skopje i Makedonien mellan den 2 och 14 december 2008 och var den åttonde EM-turneringen som avgjordes för damer.
Norge blev europamästare efter finalseger mot Spanien med 34-21 medan Ryssland tog bronset efter seger mot Tyskland med 24-21.

## Deltagande lag
| Grupp A   | Grupp B  | Grupp C   | Grupp D    |
| --------- | -------- | --------- | ---------- |
| Danmark   | Norge    | Ryssland  | Kroatien   |
| Frankrike | Portugal | Sverige   | Makedonien |
| Rumänien  | Spanien  | Belarus   | Serbien    |
| Ungern    | Ukraina  | Österrike | Tyskland   |

## Gruppspel

### Grupp A
Not: S = Spelade matcher, V = Vinster, O = Oavgjorda matcher, F = Förluster, GM = Gjorda mål, IM = Insläppta mål, MS = Målskillnad, P = Poäng
| Lag       | S | V | O | F | GM | IM | MS  | P |
| --------- | - | - | - | - | -- | -- | --- | - |
| Rumänien  | 3 | 3 | 0 | 0 | 84 | 71 | +13 | 6 |
| Danmark   | 3 | 1 | 1 | 1 | 75 | 76 | −1  | 3 |
| Ungern    | 3 | 1 | 1 | 1 | 76 | 79 | −3  | 3 |
| Frankrike | 3 | 0 | 0 | 3 | 74 | 83 | −9  | 0 |

| Datum      | Spelplats |           |           | Resultat | Typ av match |
| ---------- | --------- | --------- | --------- | -------- | ------------ |
| 3 december | Skopje    | Ungern    | Rumänien  | 21 – 27  | Gruppspel    |
| 3 december | Skopje    | Frankrike | Danmark   | 23 – 24  | Gruppspel    |
| 5 december | Skopje    | Danmark   | Ungern    | 26 – 26  | Gruppspel    |
| 5 december | Skopje    | Rumänien  | Frankrike | 30 – 25  | Gruppspel    |
| 7 december | Skopje    | Danmark   | Rumänien  | 25 – 27  | Gruppspel    |
| 7 december | Skopje    | Frankrike | Ungern    | 26 – 29  | Gruppspel    |

### Grupp B
Not: S = Spelade matcher, V = Vinster, O = Oavgjorda matcher, F = Förluster, GM = Gjorda mål, IM = Insläppta mål, MS = Målskillnad, P = Poäng
| Lag      | S | V | O | F | GM | IM  | MS  | P |
| -------- | - | - | - | - | -- | --- | --- | - |
| Norge    | 3 | 2 | 1 | 0 | 88 | 60  | +28 | 5 |
| Spanien  | 3 | 1 | 2 | 0 | 74 | 69  | +5  | 4 |
| Ukraina  | 3 | 1 | 1 | 1 | 82 | 81  | +1  | 3 |
| Portugal | 3 | 0 | 0 | 3 | 67 | 101 | −34 | 0 |

| Datum      | Spelplats |          |          | Resultat | Typ av match |
| ---------- | --------- | -------- | -------- | -------- | ------------ |
| 3 december | Ohrid     | Portugal | Ukraina  | 24 – 38  | Gruppspel    |
| 3 december | Ohrid     | Norge    | Spanien  | 21 – 21  | Gruppspel    |
| 5 december | Ohrid     | Spanien  | Portugal | 29 – 24  | Gruppspel    |
| 5 december | Ohrid     | Ukraina  | Norge    | 20 – 33  | Gruppspel    |
| 7 december | Ohrid     | Spanien  | Ukraina  | 24 – 24  | Gruppspel    |
| 7 december | Ohrid     | Norge    | Portugal | 34 – 19  | Gruppspel    |

### Grupp C
Not: S = Spelade matcher, V = Vinster, O = Oavgjorda matcher, F = Förluster, GM = Gjorda mål, IM = Insläppta mål, MS = Målskillnad, P = Poäng
| Lag       | S | V | O | F | GM | IM | MS  | P |
| --------- | - | - | - | - | -- | -- | --- | - |
| Ryssland  | 3 | 2 | 1 | 0 | 79 | 66 | +13 | 5 |
| Sverige   | 3 | 1 | 2 | 0 | 64 | 50 | +14 | 4 |
| Belarus   | 3 | 1 | 1 | 1 | 77 | 71 | +6  | 3 |
| Österrike | 3 | 0 | 0 | 3 | 53 | 86 | −33 | 0 |

| Datum      | Spelplats |             |             | Resultat | Typ av match |
| ---------- | --------- | ----------- | ----------- | -------- | ------------ |
| 2 december | Ohrid     | Sverige     | Vitryssland | 21 – 21  | Gruppspel    |
| 2 december | Ohrid     | Ryssland    | Österrike   | 31 – 22  | Gruppspel    |
| 4 december | Ohrid     | Österrike   | Sverige     | 10 – 24  | Gruppspel    |
| 4 december | Ohrid     | Vitryssland | Ryssland    | 25 – 29  | Gruppspel    |
| 6 december | Ohrid     | Ryssland    | Sverige     | 19 – 19  | Gruppspel    |
| 6 december | Ohrid     | Österrike   | Vitryssland | 21 – 31  | Gruppspel    |

### Grupp D
Not: S = Spelade matcher, V = Vinster, O = Oavgjorda matcher, F = Förluster, GM = Gjorda mål, IM = Insläppta mål, MS = Målskillnad, P = Poäng
| Lag        | S | V | O | F | GM | IM | MS | P |
| ---------- | - | - | - | - | -- | -- | -- | - |
| Tyskland   | 3 | 3 | 0 | 0 | 89 | 80 | +9 | 6 |
| Makedonien | 3 | 2 | 0 | 1 | 84 | 84 | 0  | 4 |
| Kroatien   | 3 | 1 | 0 | 2 | 86 | 89 | −3 | 2 |
| Serbien    | 3 | 0 | 0 | 3 | 87 | 93 | −6 | 0 |

| Datum      | Spelplats |            |            | Resultat | Typ av match |
| ---------- | --------- | ---------- | ---------- | -------- | ------------ |
| 2 december | Skopje    | Kroatien   | Serbien    | 30 – 26  | Gruppspel    |
| 2 december | Skopje    | Tyskland   | Makedonien | 25 – 22  | Gruppspel    |
| 4 december | Skopje    | Serbien    | Tyskland   | 31 – 32  | Gruppspel    |
| 4 december | Skopje    | Makedonien | Kroatien   | 31 – 29  | Gruppspel    |
| 6 december | Skopje    | Tyskland   | Kroatien   | 32 – 27  | Gruppspel    |
| 6 december | Skopje    | Makedonien | Serbien    | 31 – 30  | Gruppspel    |

## Mellanrundan

### Grupp I
Not: S = Spelade matcher, V = Vinster, O = Oavgjorda matcher, F = Förluster, GM = Gjorda mål, IM = Insläppta mål, MS = Målskillnad, P = Poäng
| Lag      | S | V | O | F | GM  | IM  | MS  | P |
| -------- | - | - | - | - | --- | --- | --- | - |
| Norge    | 5 | 4 | 1 | 0 | 156 | 111 | +45 | 9 |
| Spanien  | 5 | 2 | 2 | 1 | 117 | 110 | +7  | 6 |
| Rumänien | 5 | 3 | 0 | 2 | 143 | 141 | +2  | 6 |
| Ungern   | 5 | 1 | 1 | 3 | 114 | 134 | −20 | 3 |
| Ukraina  | 5 | 1 | 1 | 3 | 130 | 148 | −18 | 3 |
| Danmark  | 5 | 1 | 1 | 3 | 121 | 137 | −16 | 3 |

| Inbördes möten avgör placering när två eller tre lag hamnar på samma poäng. |

| Datum       | Spelplats |          |         | Resultat | Typ av match |
| ----------- | --------- | -------- | ------- | -------- | ------------ |
| 9 december  | Ohrid     | Ungern   | Ukraina | 26 – 24  | Mellanrundan |
| 9 december  | Ohrid     | Rumänien | Spanien | 18 – 26  | Mellanrundan |
| 9 december  | Ohrid     | Danmark  | Norge   | 19 – 31  | Mellanrundan |
| 10 december | Ohrid     | Rumänien | Ukraina | 40 – 32  | Mellanrundan |
| 10 december | Ohrid     | Ungern   | Norge   | 20 – 34  | Mellanrundan |
| 10 december | Ohrid     | Danmark  | Spanien | 26 – 23  | Mellanrundan |
| 11 december | Ohrid     | Ungern   | Spanien | 21 – 23  | Mellanrundan |
| 11 december | Ohrid     | Danmark  | Ukraina | 25 – 30  | Mellanrundan |
| 11 december | Ohrid     | Rumänien | Norge   | 31 – 37  | Mellanrundan |

### Grupp II
Not: S = Spelade matcher, V = Vinster, O = Oavgjorda matcher, F = Förluster, GM = Gjorda mål, IM = Insläppta mål, MS = Målskillnad, P = Poäng
| Lag        | S | V | O | F | GM  | IM  | MS  | P |
| ---------- | - | - | - | - | --- | --- | --- | - |
| Tyskland   | 5 | 4 | 1 | 0 | 145 | 121 | +24 | 9 |
| Ryssland   | 5 | 3 | 1 | 1 | 137 | 116 | +21 | 7 |
| Kroatien   | 5 | 2 | 0 | 3 | 149 | 146 | +3  | 4 |
| Makedonien | 5 | 2 | 0 | 3 | 129 | 145 | −16 | 4 |
| Sverige    | 5 | 1 | 2 | 2 | 110 | 125 | −15 | 4 |
| Belarus    | 5 | 0 | 2 | 3 | 133 | 150 | −17 | 2 |

| Inbördes möten avgör placering när tre lag hamnar på samma poäng. |

| Datum       | Spelplats |             |            | Resultat | Typ av match |
| ----------- | --------- | ----------- | ---------- | -------- | ------------ |
| 8 december  | Skopje    | Vitryssland | Kroatien   | 35 – 43  | Mellanrundan |
| 8 december  | Skopje    | Sverige     | Tyskland   | 22 – 33  | Mellanrundan |
| 8 december  | Skopje    | Ryssland    | Makedonien | 43 – 24  | Mellanrundan |
| 10 december | Skopje    | Ryssland    | Kroatien   | 24 – 21  | Mellanrundan |
| 10 december | Skopje    | Sverige     | Makedonien | 24 – 23  | Mellanrundan |
| 10 december | Skopje    | Vitryssland | Tyskland   | 28 – 28  | Mellanrundan |
| 11 december | Skopje    | Sverige     | Kroatien   | 24 – 29  | Mellanrundan |
| 12 december | Skopje    | Ryssland    | Tyskland   | 22 – 27  | Mellanrundan |
| 12 december | Skopje    | Vitryssland | Makedonien | 24 – 29  | Mellanrundan |

## Slutspel

### Match om 5:e plats
| Lördag 13 december 2008 kl: 11:30 | Rumänien | 36 – 33 (Efter förlängning) Rapport | Kroatien               | Boris Trajkovski Sports Center, Skopje Publik: 500 Domare: Leifsson & Palsson, ISL |
| Lördag 13 december 2008 kl: 11:30 | Lungu 7  |                                     | Arslanagić 7, Horvat 7 | Boris Trajkovski Sports Center, Skopje Publik: 500 Domare: Leifsson & Palsson, ISL |

### Semifinaler
| Lördag 13 december 2008 kl: 14:00 | Spanien | 32 – 29 Rapport | Tyskland | Boris Trajkovski Sports Center, Skopje Publik: 1.000 Domare: Andersen & Sodahl, NOR |
| Lördag 13 december 2008 kl: 14:00 | Lopez 8 |                 | Jurack 9 | Boris Trajkovski Sports Center, Skopje Publik: 1.000 Domare: Andersen & Sodahl, NOR |

| Lördag 13 december 2008 kl: 16:30 | Norge        | 24 – 18 Rapport | Ryssland                 | Boris Trajkovski Sports Center, Skopje Publik: 1.800 Domare: Brunovsky & Canda, SVK |
| Lördag 13 december 2008 kl: 16:30 | Riegelhuth 5 |                 | Turey 4, Poltoratskaja 4 | Boris Trajkovski Sports Center, Skopje Publik: 1.800 Domare: Brunovsky & Canda, SVK |

### Bronsmatch
| Söndag 14 december 2008 kl: 14:00 | Ryssland        | 24 – 21 Rapport | Tyskland  | Boris Trajkovski Sports Center, Skopje Publik: 2.300 Domare: Dobrovits & Tájok, HUN |
| Söndag 14 december 2008 kl: 14:00 | Poltoratskaja 8 |                 | Melbeck 6 | Boris Trajkovski Sports Center, Skopje Publik: 2.300 Domare: Dobrovits & Tájok, HUN |

### Final
| Söndag 14 december 2008 kl: 16:30 | Norge      | 34 – 21 (13–12) Rapport | Spanien                                | Boris Trajkovski Sports Center, Skopje Publik: 5.000 Domare: Rakytina & Tkatjuk, UKR |
| Söndag 14 december 2008 kl: 16:30 | Nøstvold 7 |                         | Fernandez Molinos 4, Mangue Gonzales 4 | Boris Trajkovski Sports Center, Skopje Publik: 5.000 Domare: Rakytina & Tkatjuk, UKR |

| Europamästare: Norge (fjärde titeln) |

## Slutplaceringar
| 1  | Norge      |
| 2  | Spanien    |
| 3  | Ryssland   |
| 4  | Tyskland   |
| 5  | Rumänien   |
| 6  | Kroatien   |
| 7  | Makedonien |
| 8  | Ungern     |
| 9  | Sverige    |
| 10 | Ukraina    |
| 11 | Danmark    |
| 12 | Belarus    |
| 13 | Serbien    |
| 14 | Frankrike  |
| 15 | Österrike  |
| 16 | Portugal   |